# ورود به ناکجا آباد
ورود به ناکجا آباد (به انگلیسی: Enter Nowhere) یک فیلم سینمایی آمریکایی دلهره‌آور و روانشناختی محصول سال ۲۰۱۱ به کارگردانی جک هلر و با بازی اسکات ایستوود، سارا پکستون و کاترین واترستون است.
این فیلم با عنوان: خانه سیاه چوبی متروکه (به انگلیسی: The Haunting of Black Wood) در سال ۲۰۱۵ اکران مجدد شد.

## داستان
سه غریبه به نام‌های سامانتا، جودی و تام یک به یک به طور غیرآگاه وارد کلبه‌ای اسرارآمیز در میان منطقه‌ای ناشناس می‌شوند و به سرعت متوجه می‌شوند که آنها برای دلیل خاصی گرد هم آمده‌اند و…